# Carles Fages de Perramon
Carles Fages de Perramon (Figueres, 24 de gener de 1843-25 d'abril de 1932), forma part d'una nissaga de propietaris i juristes figuerencs, amb una presència molt activa a la vida cultural de l'Empordà (un dels nets de Fages de Perramon va ser el poeta Carles Fages de Climent). Jurista de formació, va ser degà del Col·legi d'Advocats de Figueres (1904-1927). Fundà i dirigí la Caixa d'Estalvis i Mont de Pietat de l'Empordà i la revista El Ampurdán (1849-85). Era fill de Narcís Fages de Romà, jurista també, i renovador de l'agricultura catalana, que va tenir un paper destacat durant la crisi de la fil·loxera. Com el seu pare, va tenir una participació molt activa en les activitats de l'Institut Agrícola Català de Sant Isidre, reconstituint la subdelegació de l'entitat a Figueres.

## Obres
- De la sucesión por causa de muerte; fundamento de la facultad de testar; estudio comparado de los sistemas de sucesión vigentes en las varias provincias de España y juicio crítico de cada uno. (Imprenta de la Revista de Legislación, Madrid 1872)